# Humanoid City Live
Humanoid City Live – koncertowe DVD, popowo-rockowej grupy muzycznej Tokio Hotel, wydane 14 lipca 2010 roku. Rejestracja europejskiego tournée promującego ostatnią płytę zespołu "Humanoid". Koncert zarejestrowano w Mediolanie, 12 kwietnia 2010 roku. Reżyserem DVD jest Jim Gable.
Album został wydany zarówno w wersji DVD, jak i CD.

## Lista utworów
| #  | Tytuł                               |
| -- | ----------------------------------- |
| 1. | "Noise (Live)"                      |
| 2  | "Human Connect to Human (Live)"     |
| 3  | "Break Away (Live)"                 |
| 4  | "Pain of Love (Live)"               |
| 5  | "World Behind My Wall (Live)"       |
| 6  | "Hey You (Live)"                    |
| 7  | "Alien (Live)"                      |
| 8  | "Ready Set Go (Live)"               |
| 9  | "Humanoid (Live)"                   |
| 10 | "Phantomrider (Live)"               |
| 11 | "Dogs Unleashed (Live)"             |
| 12 | "Love & Death (Live)"               |
| 13 | "In Your Shadow I Can Shine (Live)" |
| 14 | "Automatic (Live)"                  |
| 15 | "Screamin' (Live)"                  |
| 16 | "Darkside of the Sun (Live)"        |
| 17 | "Zoom into Me (Live)"               |
| 18 | "Monsoon (Live)"                    |
| 19 | "Forever Now (Live)"                |